# Petuguran (Pituruh)
Petuguran is een bestuurslaag in het regentschap Purworejo van de provincie Midden-Java, Indonesië. Petuguran telt 488 inwoners (volkstelling 2010).